# Aquilino Bocos Merino
Aquilino Bocos Merino C.M.F. (Canillas de Esgueva, 17. svibnja 1938.) španjolski je prelat Katoličke Crkve, član i službenik klaretinaca. Od 1991. do 2003. bio je generalni poglavar reda, poznatog kao Kongregacija misionara, sinova Bezgrešnog Srca Blažene Djevice Marije. Papa Franjo ga je proglasio kardinalom 28. lipnja 2018. godine.
Papa Franjo je 20. svibnja 2018. objavio da će ga 28. lipnja proglasiti kardinalom. Posvetio ga je za naslovnog nadbiskupa Urusija u Madridu 16. lipnja kardinal Fernando Sebastián Aguilar s kardinalima Carlosom Osorom Sierrom i Ricardom Blázquezom kao suposvetiteljima. Na konzistoriju 28. lipnja dodijeljena mu je đakonska crkva Santa Lucia del Gonfalone.